# Wladimir Alexandrowitsch Plungjan

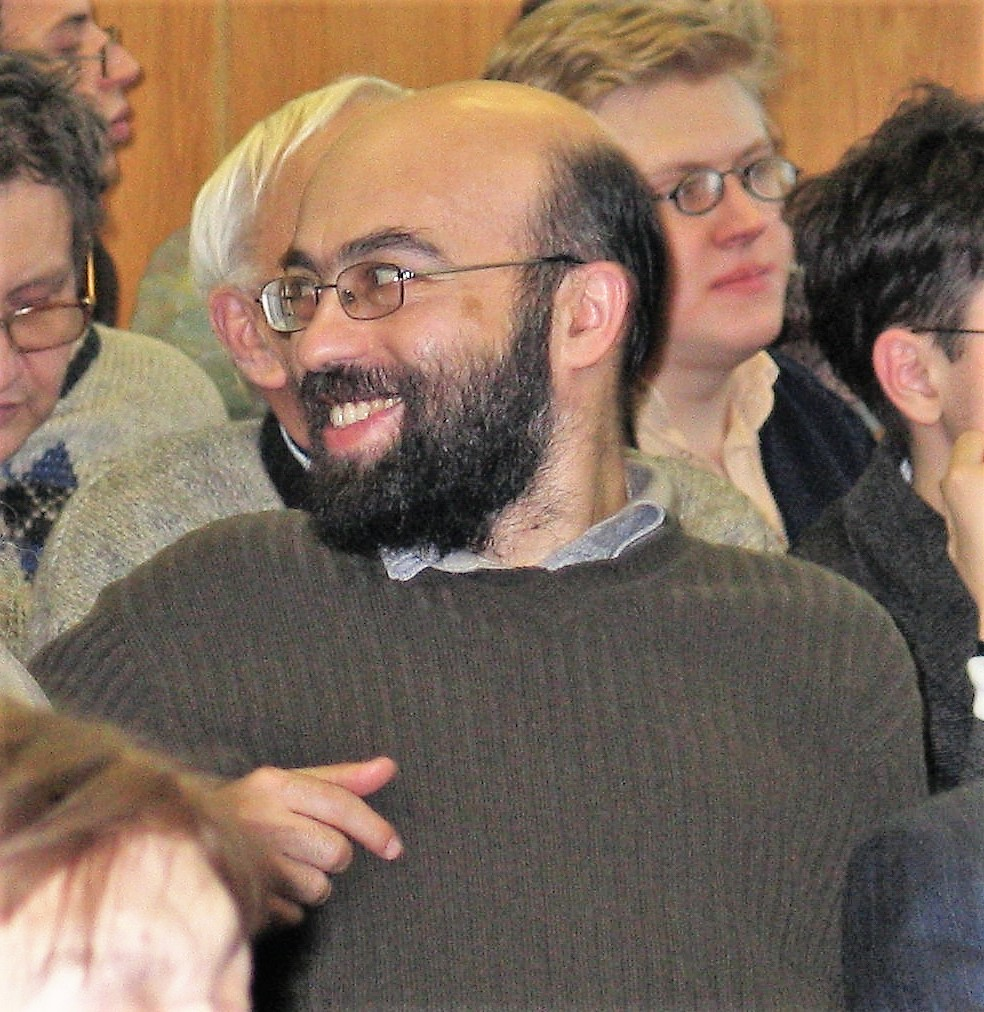
Wladimir Plungjan (2005)

Wladimir Alexandrowitsch Plungjan (russisch Владимир Александрович Плунгян; * 13. September 1960 in Moskau) ist ein russischer Sprachwissenschaftler. Plungjan ist ein Spezialist auf den Gebieten der Sprachtypologie, der Grammatiktheorie, der Morphologie, der Afrikanistik, der Korpuslinguistik und der Poetik.
Er wurde 2009 korrespondierendes und 2016 Vollmitglied der Russischen Akademie der Wissenschaften (RAW) und arbeitet am Institut für russische Sprache der RAW, am Institut für Linguistik der RAW, und als Professor an der Moskauer Staatlichen Universität.
Seine Hauptarbeitsgebiete sind die Dogon-Sprache in Mali, die Theorie der Morphologie, die vergleichende Erforschung verbaler Kategorien wie Tempus, Aspekt und Modus in den Sprachen der Welt, und die Korpuslinguistik. Er ist einer der Begründer des Nationalkorpus des Russischen und des Ostarmenischen Nationalkorpus.
2017 wurde Plungjan in die Academia Europaea gewählt.

## Ausgewählte Werke
- Глагол в агглютинативном языке (на материале догон). (Das Verb in einer agglutinierenden Sprache, am Material des Dogon.) Moskau: Institut für Sprachwissenschaft der RAW. 1992.
- Dogon. München: LINCOM Europa, 1995 (Languages of the World/Materials 64).
- Почему языки такие разные? (Warum sind die Sprachen so verschieden?) Moskau: Russkie slovari 1996.
- Общая морфология: Введение в проблематику. (Allgemeine Morphologie: Einführung in die Problematik) Moskau: URSS, 2000 (2. A. 2003). ISBN 5-354-00314-8
- Введение в грамматическую семантику: Грамматические значения и грамматические системы языков мира. (Einführung in die grammatische Semantik: Grammatische Bedeutungen und grammatische Systeme der sprachen der Welt) Moskau: RGGU, 2011. ISBN 978-5-7281-1122-1